# Grovesinia pruni
Grovesinia pruni är en svampart som beskrevs av Y. Harada & Noro 1988. Grovesinia pruni ingår i släktet Grovesinia och familjen Sclerotiniaceae.   Inga underarter finns listade i Catalogue of Life.